# Barisono II de Arborea
Barisono II (...–1186) fue juez de Arborea entre 1146 y 1186.
Era hijo de Comita II de Arborea y de Elena de Orrubu. Su gobierno fue uno de los más cruciales en la historia de Cerdeña, siendo testigo del inicio de la penetración aragonesa en la isla y de la escalada del conflicto entre Génova y Pisa. Asimismo, el mismo Barisono fue el protagonista de la primera investidura real por parte del Sacro Imperio Romano para interesar Cerdeña.
Barisono, nacido en los inicios del siglo XII, fue asociado al trono del juzgado por su padre en una fecha todavía desconocida, así como los sucesos inmediatamente tras su muerte. En sus primeros años de mandato, Barisono II se mantuvo en buena medida tanto con la república de Pisa como con la iglesia. Testigo él mismo de la ceremonia de consagración de la iglesia de Santa María de Bonarcado con la presencia del arzobispo de Pisa: Villano (su señor en términos feudales) y del clero arborense, donando numerosas tierras a los entes eclesiásticos.
Su gobierno sufrió un primer giro cuando en 1157 Barisono II repudió a su primera mujer: Pellegrina de Lacon, proveniente de una antigua familia de la isla, y se casó con Agalbursa de Cervera, hermana del conde Ramón Berenguer IV de Barcelona. Como consecuencia, Arborea inició a crear vínculos dinásticos y políticos con Barcelona, dando así vía a la influencia catalana en la isla. La correspondencia diplomática del juez indica la mutua naturaleza de esta alianza, de hecho Barisono II participó en la guerra contra los sarracenos almorávides de las islas Baleares y a cambio el conde de Barcelona lo acogió en sus esfuerzos de unir los diversos juzgados sardos bajo su gobierno.
Como descendiente directo de Constantino II de Cagliari, Barisono II reclamó este juzgado contra Pedro de Cagliari, que gobernaba jure uxoris por haberse casado con una hija del mismo Constantino II. Por ello Barisono II invadió el juzgado de Cagliari y forzó a Pedro a refugiarse preso por su hermano el juez Barisono II de Torres
En la primavera de 1164 los jueces de Torres y Cagliari, unidos a los pisanos presentes en la isla, reconquistaron Cagliari a Barisono II e invadieron la mismísima Arborea. Barisono se refugió por tanto en el castillo de Cabras y retomó la política paterna anti-pisana, contacando con la república de Génova y a través de esta el apoyo del emperador Federico Barbarroja. 
En agosto el emperador proclamó Barisono II Rey de Cerdeña, en una ceremonia en la iglesia de San Siro de Pavía. En cambio Barisono se declaró vasallo imperial y aseguraba el pago anual de cuatro mil marcos de plata. En septiembre finalmente Barisono firmó un tratado con Génova para obtener prestigio y ayuda militar, garantizando en cambio el derecho de comerciar en su territorio, el uso del puerto de Oristán y los castillo de Arculentu y Marmilla, que se garantizaba por el pago de una suma casi ingente.
En 1165 Barisono II estaba en Génova, en la presentación del cónsul Pizzamiglio, pero no le fue permitido regresar a Arborea porque no se encontraba en condiciones de recoger la suma preestablecida. Por tanto, en abril, con un giro inesperado el emperador privó a Barisono el título real y proclamó por el contrario que el arciprestazgo de Pisa era la soberana de toda la isla. En 1168 Barisono II consiguió volver a Arborea con el diplomático genovés Nuvolone Alberici y la guerra con Pisa se concluyó el mismo año. Mientras Barisono recogía la suma necesaria para cancelar sus deudas, su mujer y su cuñado Poncio de Bas fueron mandados a Génova como rehenes, hasta que 1171 las deudas fueron finalmente pagadas.
Durante este mismo periodo dio en matrimonio a su hija Isabel a Hugo, el hermano mayor de la tercera mujer de Barisono: Agalbursa. En 1180 Barisono II recomenzó su guerra contra Cagliari, pero a pesar de algunos sucesos iniciales fue capturado y obligado a pactar. 
En los últimos años de su mandato, Barisono II se ocupó del avance cultural y religioso del juzgado, fundando o donando numerosos entes eclesiásticos, como monasterios, iglesias y hospitales. Cuando murió en 1186 le sucedió su hijo Pedro I de Arborea, de su primera mujer. Del primer matrimonio había otro varón, Barisono, muerto en 1189. Del segundo matrimonio había tenido sin embargo una hija llamada Susana.